# Gare de Sainte-Eulalie – Carbon-Blanc
Gare de Sainte-Eulalie - Carbon-Blanc – przystanek kolejowy w miejscowości Sainte-Eulalie, w departamencie Żyronda, w regionie Nowa Akwitania, we Francji. Jest zarządzany przez SNCF i obsługiwany przez pociągi TER Nouvelle-Aquitaine. 

## Położenie
Znajduje się na linii Chartres – Bordeaux, na km 600,692 między stacjami La Grave-d'Ambarès i Cenon, na wysokości 23 m n.p.m.

## Linie kolejowe
- Linia Chartres – Bordeaux